# Химерный ген
Химерные гены (буквально означает, как нуклеотидные последовательности, состоящие из фрагментов полинуклеотидов различных источников) формируются за счёт комбинации частей двух или более кодирующих или некодирующих последовательностей для производства новых генов со специфической функцией. Эти мутации отличаются от генов слияния, которые объединяют целые последовательности генов или их протяжённые кодирующие области в единую открытую рамку считывания и часто сохраняют комбинацию своих исходных функций.

## Формирование
Химерные гены могут формироваться несколькими различными способами. Многие химерные гены образуются из-за ошибок в репликации ДНК или репарации ДНК, так что части двух разных генов непреднамеренно объединяются
.
Химерные гены также могут образовываться в результате ретротранспозиции, когда ретротранспозон случайно копирует транскрипт гена и вставляет его в геном в новом месте. В зависимости от того, где появляется новый ретроген, он может рекрутировать новые экзоны для создания химерного гена. И, наконец, продуцировать химерные гены может эктопическая рекомбинация — когда происходит обмен между участками генома, которые на самом деле не родственны. Этот процесс часто происходит в геномах человека. Известно, что аномальные химеры, которые образуются в результате этого процесса, вызывают дальтонизм.

## Эволюционное значение химерных белков
Химерные гены играют важную роль в эволюции генетического разнообразия. Как и дупликации генов, они обеспечивают источник новых генов, которые могут позволить организмам развивать новые фенотипы и адаптироваться к окружающей среде. В отличие от дубликатов генов, химерные белки сразу отличаются от своих родительских генов и, следовательно, с большей вероятностью будут выполнять совершенно новые функции.
Химерные слитые белки часто формируются в геномах, и многие из них, вероятно, дисфункциональны и исчезают в результате естественного отбора. Однако в некоторых случаях эти новые пептиды могут образовывать полностью функциональные генные продукты, которые избирательно предпочтительны и быстро распространяются в популяциях.

## Функции
Один из наиболее известных химерных генов был идентифицирован у дрозофилы и получил название Цзинвэй (jgw)
.
Этот ген формируется из ретротранспонированной копии алкогольдегидрогеназы, которая объединилась с геном желтого императора (ymp, yellow-emperor) 
для производства нового белка .
Новые аминокислотные остатки, полученные от гена желтого императора, позволяют новому белку воздействовать на длинноцепочечные спирты и диолы, включая гормоны роста и феромоны  и, таким образом, влияют на развитие мух. В этом случае комбинация различных белковых доменов привела к созданию гена, который был полностью функциональным и одобрен естественным отбором.
Функции многих химерных генов еще не известны. В некоторых случаях эти генные продукты не приносят пользы и даже могут вызывать такие заболевания, как рак .